# Chucky
(La formula magica del rito voodoo recitata da Chucky)
Charles Lee Ray, meglio noto come Chucky, è un personaggio creato da Don Mancini per il film La bambola assassina (Child's Play, 1988). Originariamente era un serial killer che assunse le sembianze di un bambolotto vivente continuando a perpetrare i suoi crimini con estrema facilità.

## Biografia

### Cronologia originale
(una frase ricorrente di Chucky)
Nato il 1º maggio 1957 a Hackensack, Charles Lee Ray nasce in una normale famiglia senza disagi famigliari o economici, eppure il ragazzo cresce sociopatico. A sette anni, la sua casa viene presa di mira da un serial killer che uccide il padre. In tutta risposta, Charles lo aiuta uccidendo la madre, ottenendo le lodi dall'assassino. In orfanotrofio, la sua psicologa lo invitò ad abbracciare questa mentalità contorta e, dopo aver ucciso un inserviente della struttura e fattosi un amico nel giovane Eddie Caputo, Charles lasciò l'orfanotrofio nel 1972.
Nel 1986, spassandosela con due donne, uccide una di esse a sangue freddo e la seconda si unì a lui. Fu così che Charles conobbe Tiffany Valentine, che divenne sua amante e complice. L'anno seguente i due lasciano Hackensack e si stabiliscono nel 1988 a Chicago. Charles divenne quindi noto come lo "Strangolatore di Lakeshore" (o "Strangolatore del Lago") con l'aiuto di Tiffany e Eddie. Durante questo periodo prese anche lezioni di vudù. Durante la sua permanenza a Chicago, Charles fa amicizia con i Pierce e, ossessionato dalla madre Sarah, in dolce attesa, uccide il marito e al funerale di questi rapisce la donna. Tiffany, in un impeto d'ira dovuto al fatto che Charles stava operando senza di lei, fa una soffiata al detective Mike Norris, che gli stava dando la caccia da un pezzo, che raggiunge il luogo del rapimento. Incolpando Sarah della soffiata, Charles la pugnala, rendendo così la bambina che porta in grembo, Nica, paraplegica.
Nella fuga, Charles rimane ferito e mentre tenta di raggiungere il furgone di Eddie, questi scappa dalla paura. Non demordendo, Charles si nasconde in un negozio di giocattoli e con le spalle al muro, promette vendetta a Mike e Eddie, e compie un rito vudù su una bambola della marca "Tipo Bello" (o "Good Guys") per trasferire la sua anima al suo interno, mentre il suo corpo umano si accascia a terra inerme.
Ora nel corpo del bambolotto, a cui affibbia il nome di Chucky, finisce nelle mani di Andy Barclay, un bambino di sei anni, a cui Chucky si rivolge di nascosto agli adulti con la sua vera identità per aiutarlo a compiere la sua vendetta. Innocentemente e ingenuamente (e anche un po' intimidito dal tono del bambolotto), il bambino lo assiste, conducendolo da Eddie che Chucky uccide con successo. Quando la madre di Andy, Karen, mette insieme i pezzi che Chucky è responsabile dei misteriosi avvenimenti, chiede l'aiuto di Mike Norris per fermarlo. Frattanto, dal suo insegnante di vudù, Charles scopre che la forma di bambolotto non gli dona immortalità: pian piano riacquisirà sensazioni e sangue, a meno che non compia un rito per trasferire la sua anima nella prima persona a cui ha rivelato la sua identità. Chucky da così la caccia a Andy, una caccia che continuerà, con qualche pausa, per molti anni.
Inizialmente, Chucky viene carbonizzato dai Barclay e sparato da Norris, ma quando la compagnia di Tipo Bello, nel tentativo di redimersi dai recenti avvenimenti, rimette in sesto il bambolotto di Chucky, questi ritorna in vita, e torna a dare la caccia a Andy (ora in affidamento dopo che la madre è stata internata a seguito delle sue affermazioni su una bambola vivente), ma non solo scopre che il suo tempo è scaduto e rimarrà per sempre bambolotto, ma Andy e sua sorella adottiva Kyle lo distruggono dopo averlo fatto passare tortuosamente in una catena di montaggio dei "Tipo Bello".
Anni dopo, la compagnia "Tipo Bello", riapre i battenti e nel rimuovere i resti di Chucky, parte del suo sangue finisce nella plastica fusa, dal quale ne nascerà un nuovo bambolotto posseduto. Chucky rintraccia il sedicenne Andy in un campo militare, ma notando che forse la regola del trasferimento dell'anima potrebbe essere resettata con un nuovo corpo, Chucky da ora la caccia ad un giovane bambino del campo di nome Tyler. Andy scopre del ritorno del suo nemico e lo ferma dopo averlo fatto cadere in una gigantesca ventola industriale, riducendolo in mille pezzi.
Una settimana dopo, la polizia ha raccattato i pezzi di Chucky, i quali sono poi rubati da Tiffany, che lo ricuce e lo rianima, con l'intenzione di portare la loro relazione avanti con un matrimonio. Chucky è inizialmente restio e anzi la uccide per poi rianimarla in un'altra bambola, così per poi spronarla ad aiutarlo a recuperare un amuleto sepolto con il suo cadavere umano con il quale magari tornare in vita. Sfruttando una coppia di piccioncini, Chucky e Tiffany vengono condotti al cimitero di Hackensack. Durante il tragitto, la scintilla tra Chucky e Tiffany si riaccende e prendono seriamente in considerazione di sposarsi e copulano. Tuttavia, dopo che la coppietta li mettono l'una contro l'altro, le due bambole iniziano a bisticciare e a uccidersi a vicenda. Con i suoi ultimi attimi di respiro, però, Tiffany mette alla luce un bambino.
Mentre i resti di Chucky e Tiffany sono rimessi assieme un'altra volta e usati come animatroni per un film basato sulle loro vicende, la loro prole finisce col diventare un fenomeno da baraccone sotto il crudele nome di "Faccia di Merda", scopre delle sue origini e rianima i suoi genitori, che lo accolgono e gli danno ben due nomi, data la sua confusa natura queer che si altera tra i due sessi: Glen e Glenda. I tre escogitano un piano per diventare umani, sfruttando l'attrice Jennifer Tilly e i suoi amati, per poi inseminare la donna con il seme di Chucky e farle dare alla luce due bambini per Glen e Glenda. Tuttavia, sia osannato dalla moglie di rinunciare alla loro vita da killer che dallo stress delle passate vicende, Chucky decide di rinunciare al piano e di abbracciare la sua vita di bambola assassina. Ne segue una discussione famigliare in cui Tiffany viene uccisa da Chucky, ma riesce a trasferire la sua anima in Jennifer e Glen uccide il padre (orgoglioso che abbia il suo lato killer) che trasferirà ambo le sue personalità nei figli di Jennifer.
Chucky ritornerà poi in vita (forse grazie a Tiffany che l'ha perdonato e ha sdoppiato la sua anima nella sua bambola originale) e torna a tormentare di nuovo la vita di Andy e dei Pierce. Ma mentre Andy, preparato al suo inevitabile ritorno, riesce a neutralizzarlo, Chucky fa fuori i Pierce meno Nica, la quale verrà poi internata in un manicomio dove Chucky la raggiungerà per rivelarle il suo piano: mettere insieme un esercito di Chucky per dominare il mondo e sfruttare, dato il suo legame con i Pierce, il corpo di Nica per facilitare questo piano. Andy e Kyle tentano di fermare questo piano dopo averlo scoperto dal Chucky giunto a loro, ma senza successo.
Un bambolotto Chucky viene quindi portato a Hackensack dove, per mettere il piano in moto, il killer deve spingere un'anima innocente a compiere un omicidio. Con un po' di fatica e sangue versato per gli abitanti della sua città natale, Chucky riesce nell'intento e, nonostante Andy e Kyle si siano sbarazzati degli altri doppioni di Chucky sparsi per il paese. Chucky, Chucky-Nica, Tiffany e Tiffany-Jennifer hanno il loro esercito pronto, ma oltre all'arrivo di Andy, altri problemi si palesano per la bambola: Nica occasionalmente recupera il controllo del suo corpo e Tiffany ha rivelato di essere stata l'autrice della soffiata che ha causato la morte di Charles.

### Reboot
Nel reboot, il bambolotto "Tipo Bello" è sostituito da "Buddi" un robottino I.A. che, parallelamente ad Alexa, è in grado di controllare gli elettrodomestici casalinghi per assistere i padroni di casa. Tuttavia, a seguito di un ingiusto licenziamento, uno dei dipendenti della compagnia disattiva i sistemi di sicurezza di un modello, che si nominerà di Chucky. Inizialmente Chucky presenta semplici malfunzionamenti come incomprensioni e glitch vocali, fino a che non inizia a sviluppare sentimenti di amicizia verso Andy, il suo padrone, al punto di proteggerlo da chi ritiene una minaccia arrivando persino a uccidere, che si tratti del gatto che accidentalmente graffia il padroncino o del crudele potenziale patrigno. Quando però Andy inizia a sgridare e punire Chucky per queste violente azioni, questi inizia a ribellarsi e a uccidere sempre più gente, culminando pure con il prendere controllo di altri Buddi durante un'inaugurazione al negozio di giochi.

## Caratteristiche
Il "Tipo Bello" è un bambolotto di materiale plastico dall'altezza di più di mezzo metro, indossa una maglietta a strisce colorate di cotone dentro una salopette a bretelle per bambini fatta di jeans. La faccia è paffuta con occhi azzurri e capelli rossi. È capace di ripetere tre frasi amichevoli: "Ciao, mi chiamo Chucky, e fino alla fine tuo amico sarò!", "Ti va di giocare?", "Mi piace essere abbracciato".
Nella versione originale dei film, Chucky è da sempre doppiato dall'attore Brad Dourif. Nel film reboot viene invece doppiato dall'attore Mark Hamill.

## Apparizioni

### Film
- La bambola assassina (Child's Play), regia di Tom Holland (1988)
- La bambola assassina 2 (Child's Play 2), regia di John Lafia (1990)
- La bambola assassina 3 (Child's Play 3), regia di Jack Bender (1991)
- La sposa di Chucky (Bride of Chucky), regia di Ronny Yu (1998)
- Il figlio di Chucky (Seed of Chucky), regia di Don Mancini (2004)
- La maledizione di Chucky (Curse of Chucky), regia di Don Mancini (2013)
- Il culto di Chucky (Cult of Chucky), regia di Don Mancini (2017)
- La bambola assassina (Child's Play), regia di Lars Klevberg (2019)

### Serie TV
- Chucky, regia di Don Mancini (2021-2024)